# Nazionale maschile under 21 di calcio della Cecoslovacchia
La nazionale di calcio under-21 della Cecoslovacchia fu la massima rappresentativa di calcio a livello giovanile della Cecoslovacchia prima della divisione dello Stato, da cui nacquero due nuovi stati con le rispettive nazionali ovvero:
- la nazionale di calcio della Slovacchia Under-21
- la nazionale di calcio della Repubblica Ceca Under-21

Nelle sue sei partecipazioni al torneo under-21 non è mai riuscita ad andare oltre i quarti di finale. Non riuscì a qualificarsi in tre edizioni, peraltro consecutive, tra il 1982 e il 1986. 

## Partecipazioni ai tornei internazionali

### Europeo U-21
- 1978: Quarti di finale
- 1980: Quarti di finale
- 1982: Non qualificata
- 1984: Non qualificata
- 1986: Non qualificata
- 1988: Quarti di finale
- 1990: Quarti di finale
- 1992: Quarti di finale
- 1994: Quarti di finale